# Stepówki
Stepówki, stepówkowate – rząd (Pterocliformes) oraz rodzina (Pteroclidae) ptaków z podgromady ptaków nowoczesnych Neornithes. Obejmuje gatunki pustynne, półpustynne i stepowe, zamieszkujące Azję, Afrykę oraz południowo-zachodnią Europę (Półwysep Iberyjski i południową Francję).

## Charakterystyka
Stepówki to krępe, niewielkie ptaki, o dość dużej głowie, krótkiej szyi, długich skrzydłach i ogonie. Krótkie nogi u niektórych gatunków są całkowicie pokryte piórami. Ciało jest zazwyczaj żółtawe, z czarnym prążkowaniem i nakrapianiem. Występuje dymorfizm płciowy: ciało samców jest bardziej kolorowe niż samic. Długość ciała wynosi średnio od 25 do 45 cm.

### Odżywianie się
Podstawą pokarmu są nasiona, pędy i pąki roślin, rzadziej stepówki zjadają owady i inne małe bezkręgowce. W poszukiwaniu wody stepówki mogą przebyć nawet do 80 km. Niektóre gatunki przynoszą wodę młodym w żołądku i piórach brzucha, które mogą pochłonąć nawet do 40 ml cieczy.

### Rozmnażanie się
Stepówki to zwierzęta monogamiczne, większość przedstawicieli odbywa lęgi w koloniach. Gnieżdżą się na ziemi, składają średnio trzy jaja. Pisklęta opuszczają gniazdo już w kilka godzin po wykluciu się. Osłaniając się przed światłem słonecznym, wykorzystają każdą okazję, by skryć się pod skrzydłami rodziców w czasie ruchu.

## Systematyka
W rzędzie Pterocliformes wyróżnia się tylko jedną rodzinę Pteroclidae, do której należą następujące rodzaje:
- Syrrhaptes
- Pterocles

Dawniej (Wetmore, 1960) rodzina stepówek była włączana do rzędu gołębiowych (Columbiformes), jednak obecnie najczęściej klasyfikowane są w odrębnym rzędzie Pterocliformes. Badania filogenetyczne potwierdzają stosunkowo bliskie pokrewieństwo stepówek z gołębiowymi i sugerują, że Pterocliformes to takson siostrzany kladu Mesitornithiformes + Columbiformes, bądź tylko Mesitornithiformes.